# Курильская десантная операция
Курильская десантная операция (18 августа — 1 сентября 1945) — десантная операция войск 2-го Дальневосточного фронта и Тихоокеанского флота СССР против японских войск во время Второй мировой войны для овладения Курильскими островами. Часть Советско-японской войны. В неблагоприятных погодных условиях, при превосходстве японских военных сил Красная армия осуществила десантную операцию по захвату сильно укрепленных островов северной части Курильской гряды и вынудила противника капитулировать. Итогом операции стало занятие советскими войсками 56 островов Курильской гряды, общей площадью 10,5 тыс. км², которые позднее, в 1946 году, были включены в состав СССР.

## Расстановка сил

### СССР
- Камчатский оборонительный район 2-го Дальневосточного фронта:
  - 101-я стрелковая дивизия
  - 128-я смешанная авиационная дивизия (не менее 130 самолётов: 77 Р-63 с 39 подготовленными лётчиками[4], 5 В-25, 5 И-16, не менее 18 А-20, 14 СБ, «Каталина», УТИ-4)[5];
  - гаубичный артиллерийский полк;
  - отдельный стрелковый полк;
  - батальон морской пехоты[6];
- Петропавловская военно-морская база:
  - 60 кораблей и судов;
  - батареи береговой артиллерии[6].
- 60-й Камчатский морской пограничный отряд:
  - 2 дивизиона пограничных катеров (8 вымпелов)[7];
  - 2-й отдельный морской бомбардировочный пограничный авиационный полк (10 МБР-2; на период операции полк был передан в оперативное подчинение командиру 128 сад)[6].

### Япония
- часть сил 5-го фронта:
  - части бывшей 27-й армии —
    - 91-я пехотная дивизия (на островах Шумшу, Парамушир, Онекотан);
    - 89-я пехотная дивизия[яп.] (на островах Итуруп, Кунашир, Малой Курильской гряде);
    - 129-я отдельная пехотная бригада (на острове Уруп);
    - 11-й танковый полк (Шумшу, Парамушир);
    - 31-й полк ПВО (Шумшу);
    - 41-й отдельный смешанный полк (на острове Матуа)[8].
- 51-й и 52-й гвардейские отряды, а также отряд связи "Шумшу" из состава 12-го воздушного флота (Береговые войска ВМС)[9][10][11][12]

## План операции
К началу советско-японской войны на Курильских островах находилось более 80 000 человек японских войск, свыше 200 орудий, 60 танков. Аэродромы были рассчитаны на пребывание 600 самолётов, но почти все они были отозваны на Японские острова для борьбы с американскими войсками. Гарнизоны островов севернее Онекотана подчинялись командующему войсками на Северных Курилах генерал-лейтенанту Фусаки Цуцуми, а южнее Онекотана — командующему 5-м фронтом генерал-лейтенанту Киитиро Хигути (штаб на острове Хоккайдо).
Наиболее укреплённым являлся самый северный остров архипелага Шумшу, расположенный всего в 6,5 милях (около 12 километров) от южного побережья Камчатки. Там дислоцировались 73-я пехотная бригада 91-й пехотной дивизии, 31-й полк ПВО, крепостной артиллерийский полк, 11-й танковый полк (без одной роты), гарнизон военно-морской базы Катаока, аэродромная команда, отдельные подразделения. Глубина инженерных сооружений противодесантной обороны составляла 3-4 км, на острове насчитывалось 34 бетонных артиллерийских дота и 24 дзота, 310 закрытых пулемётных точек, многочисленные подземные укрытия войск и военного имущества глубиной до 50 метров. Большинство оборонительных сооружений были соединены подземными ходами в единую оборонительную систему. Гарнизон Шумшу составлял 8480 человек, 98 орудий всех систем, 64 танка, 6 самолётов с пилотами-камикадзе. Все военные объекты были тщательно замаскированы, имелось большое количество ложных укреплений. Значительная часть этих укреплений советскому командованию известна не была, точных данных о системе обороны острова оно не имело, что стало одной из причин значительных потерь в ходе операции. Гарнизон Шумшу мог быть усилен войсками с соседнего и также сильно укреплённого острова Парамушир (там находилось свыше 13 000 войск).
Одним из факторов, повлиявших на решение советского командования о срочной высадке десантов на Курильские острова (ранее этот вопрос прорабатывался только в общих чертах, предполагалось, что гарнизоны островов будут вынуждены капитулировать после разгрома главных сил японцев в Маньчжурии и на Тихом океане) стало выявленное намерение американцев самим принять японскую капитуляцию на островах и взять их под свой контроль. Так, 15 августа Сталин получил письмо от Трумэна, к которому был приложен приказ генерала Макартура о том, что все гарнизоны японских островов Тихого океана сдаются главнокомандующему Тихоокеанским флотом США. Последующая переписка Сталина и Трумэна подтвердила большое желание американцев владеть всеми Курильскими островами или их частью. После чего Главнокомандующему советскими войсками на Дальнем Востоке Маршалу Советского Союза А. М. Василевскому было немедленно поручено занять Курильские острова и в тот же день А. М. Василевский отдал приказ о проведении операции.
К тому времени успешные действия войск Красной армии на острове Сахалин (см. Южно-Сахалинская операция (1945)), создали благоприятные условия для занятия Курильских островов. План операции — овладеть северными островами Большой Курильской гряды, в первую очередь островами Шумшу (яп. Сюмусю-то) и Парамушир (яп. Парамусиру), а в последующем — островом Онекотан (яп. Оннэкотан-то). 
Замыслом советского командования предусматривалось внезапно высадить морской десант на северо-западе острова и нанести основной удар в направлении военно-морской базы Катаока, овладеть островом и использовать его в качестве плацдарма для последующей очистки от сил противника других островов гряды. Исходным пунктом операции был Петропавловск-Камчатский. Морские силы высадки десанта возглавлял командир Петропавловской военно-морской базы капитан 1-го ранга Дмитрий Григорьевич Пономарёв, командиром десанта был командир 101-й стрелковой дивизии генерал-лейтенант П. И. Дьяков, непосредственным руководителем операции был командующий Камчатским оборонительным районом генерал-майор Алексей Романович Гнечко. Общее руководство десантной операцией номинально осуществлял командующий Тихоокеанским флотом адмирал Иван Степанович Юмашев, который всё это время находился во Владивостоке. Первоначально операцию было приказано начать 17 августа, но из-за крайне недостаточного срока на её подготовку начало было перенесено на 1 сутки.
Решение на проведение Курильской операции: высадку десанта произвести в ночь на 18 августа в северной части Шумшу, между мысами Кокутан и Котомари; в случае отсутствия противодействия противника первому эшелону десанта на Шумшу второй эшелон высадить на Парамушир, в военно-морскую базу Касива. Высадка десанта предварялась артиллерийской подготовкой 130-мм береговой батареей с мыса Лопатка (южная оконечность Камчатки) и ударами авиации; непосредственное обеспечение высадки десанта возложено на корабельную артиллерию отряда артиллерийской поддержки и авиацию. Решение высаживать десант на необорудованное побережье, где японцы имели более слабую противодесантную оборону, а не в сильно укреплённую военно-морскую базу Катаока было вполне оправданно, хотя это и затрудняло выгрузку боевой техники.
Силы десанта в целом формировались из 101-й стрелковой дивизии Камчатского оборонительного района, входившего во 2-й Дальневосточный фронт: два усиленных стрелковых полка, артиллерийский полк, истребительный противотанковый дивизион, 119-й отдельный саперный батальон, сводный батальон морской пехоты (700 бойцов), сводная рота 60-го морского пограничного отряда. Всего — 8824 человека, 95 орудий, 110 миномётов, 120 тяжёлых и 372 лёгких пулемёта. По силам десанта информация в ряде источников незначительно отличается друг от друга. Десант был сведён в передовой отряд и два эшелона главных сил.
Корабельные силы: минный заградитель «Охотск», два сторожевых корабля («Дзержинский» и «Киров»), четыре тральщика, два катера-тральщика, плавбаза, восемь сторожевых катеров, два торпедных катера, подводная лодка, гидрографическое судно «Полярный», 17 транспортных и 16 десантных судов LCI(L), полученных из США по ленд-лизу, 2 самоходные баржи — всего 64 единицы. Их свели в четыре отряда: отряд транспортов и высадочных средств (14 транспортов и 24 судна разных типов, в числе которых были все 16 десантных судов), отряд охранения (8 катеров), отряд траления (6 тральщиков и катеров-тральщиков) и отряд кораблей артиллерийской поддержки (сторожевые корабли «Киров» и «Дзержинский», минный заградитель «Охотск»). Десант должна была поддерживать 128-я смешанная авиационная дивизия.

## Десант на остров Шумшу

### Выдвижение кораблей
Вечером 16 августа 1945 года командующий флотом отдал приказ приступить к выполнению десантной операции. К 17 часам 17 августа корабли с десантом вышли в море из Петропавловска-Камчатского под прикрытием истребительной авиации и подводной лодки. Ночной поход осуществлялся в тумане.

### Высадка 18 августа

Высадка советского морского десанта на остров Шумшу

В 2.38 18 августа советская береговая батарея с мыса Лопатка открыла огонь. В 4.22 началась высадка передового отряда десанта (батальон морской пехоты (без роты), пулемётная и миномётная роты, роты автоматчиков и противотанковых ружей, сапёрная рота, взвод химической разведки, взвод пеших разведки) под командованием заместителя командира 138-го стрелкового полка майора Шутова. Сразу вскрылась недостаточная разведка — дно в районе высадки оказалось с крупными подводными камнями, подход плавсредств вплотную к берегу был затруднён. Перегруженные десантные суда останавливались далеко от берега (до 150—200 метров) и десантники с тяжёлым снаряжением вынуждены были добираться до берега частично вплавь при океанском прибое. Некоторые при этом тонули (глубина в районе высадки десантников с кораблей в воду оставляла не менее 2 метров, температура воды не превышала 4 градусов по Цельсию). Из 22 радиостанций передового отряда после завершения высадки оказалась в рабочем состоянии только одна — все остальные были промочены и вышли из строя, связь десанта с берегом была восстановлена только около 11.00 часов. Около часа японцы вообще не замечали начавшейся высадки, расположенные в районе места высадки японские укрепления и посты были захвачены вместе со спящими в них японцами. Только около 5.30 утра вспыхнула первая перестрелка и тогда же гарнизон острова был поднят по тревоге. Примерно с 6.00 утра японская артиллерия взяла место высадки десанта под прицельный обстрел, корабли высадки начали нести потери. Высадившиеся на берег морские пехотинцы атаковали позиции японских батарей, но были отбиты: эта неудача значительно осложнила ход сражения за остров.
К 9 часам 18 августа завершилась высадка первого эшелона основных сил десанта (138-й стрелковый полк, [были включены 3 артиллерийских дивизиона, включая противотанковый, но высажены вначале только 4 45-мм пушки], рота противотанковых ружей), десант захватил две господствующие высоты. Однако с 11-12 часов противодействие японских войск резко возросло. Начались мощные контратаки, поддержанные танками. Бой принял исключительно ожесточённый характер, доходя до рукопашных схваток. В первую половину дня японцы потеряли 7 танков, выведенных из строя гранатами и огнём противотанковых ружей. Многие позиции и сопки по несколько раз переходили из рук в руки, тогда совершили свои подвиги старшина 1 статьи Н. А. Вилков и краснофлотец П. И. Ильичёв, закрывшие своими телами амбразуры японских дотов. Именно в этом бою обе стороны понесли подавляющую часть потерь. Японское командование усиливало свои войска на Шумшу за счёт их переброски с Парамушира. Трудности десанта усугублялись выходом из строя почти всех радиостанций, из-за чего временами терялось управление боем со стороны советского командования.
Во второй половине дня японцы предприняли решающую атаку, бросив в бой 18 танков. Ценой больших потерь они продвинулись вперёд, но сбросить десант в море не смогли. Основная часть танков была уничтожена гранатами и противотанковыми ружьями, затем на них был наведён огонь корабельной артиллерии. Из 18 танков 17 было уничтожено или повреждено (японцы признают потерю 27 танков), в бою погиб командир танкового полка. Японская пехота была отсечена огнём от танков и залегла, а затем отступила. Но этот успех дался дорогой ценой — погибло около 200 десантников.
Японцы вели сильный артиллерийский огонь по подходившим к берегу кораблям с последующими эшелонами десанта и нанесли значительные потери в корабельном составе. Были потоплены или уничтожены у берега от 4-5 (ДС-1, ДС-5, ДС-9, ДС-43, ДС-47) до 7 десантных судов (ДС-1, ДС-3, ДС-5, ДС-8, ДС-9, ДС-43, ДС-47), 1 пограничный катер ПК-8 (погибло 5 членов экипажа и командир катера, 7 ранено) и 2 малых катера, повреждены 7-8 десантных судов (ДС-2, ДС-4, ДС-7, ДС-8, ДС-10, ДС-48, ДС-49, ДС-50) и 1 транспорт. В их экипажах имелись значительные потери. Японская авиация также атаковала корабли, но без особого успеха (от близких разрывов бомб незначительные повреждения с ранениями 2-х членов экипажа получил сторожевой корабль «Киров»), при этом 2 самолёта были сбиты зенитным огнём.
Тем не менее, под японским огнём советские корабли продолжали высаживать личный состав основных сил десанта. Крайне неблагоприятно на ходе боя сказалось невозможность усиления десанта артиллерией — не было плавсредств для выгрузки орудий с кораблей и доставки на берег. Японское командование также в этот и в следующий день спешно перебрасывало на Шумшу подкрепления с Парамушира, воспользовавшись ошибкой советского командования, не принявшего мер к блокированию Шумшу с моря.
В 18-00 части десанта перешли в решительную атаку на господствующую высоту 171 при поддержке массированного огня всех корабельных орудий. Бой вновь принял крайне жестокий характер, трижды бойцы врывались на японские позиции и дважды японцы в контратаках оттесняли их оттуда. Бой изобиловал рукопашными схватками. Тем не менее к 20-00 советские части окончательно сбросили японские войска с высоты и плотно закрепились на ней.
С наступлением темноты бой продолжался, причём по опыту Великой Отечественной войны основная ставка была сделана на действия усиленных штурмовых групп. Именно тогда советские войска достигли значительного успеха — противник не мог вести прицельный огонь, и штурмовые группы овладели ночью сразу несколькими укреплёнными позициями. Наиболее сильно укреплённые артиллерийские и пулемётные ДОТы, включённые в состав штурмовых групп, сапёры просто взорвали вместе с гарнизонами или искусно произведёнными взрывами наглухо завалили их амбразуры.
К вечеру был высажен 2-й эшелон десанта — 373-й стрелковый полк. Также ночью был построен временный причал для приёма новых кораблей с десантом и боеприпасами. Удалось доставить на берег 11 орудий, много боеприпасов и взрывчатки.
Действия советской авиации в этот день были затруднены из-за тумана, боевые вылеты совершались (почти 350 вылетов), но только по глубине японской обороны и по Парамуширу.
День 18 августа стал самым яростным днём операции. Обе стороны понесли большие потери. Советские войска потеряли около 400 человек погибшими, 123 пропавшими без вести, 716 ранеными. В боях было потеряно (а особенно много утоплено при высадке первого отряда десанта под огнём) 6 орудий, 116 миномётов, 106 противотанковых ружей, 294 пулемёта, много стрелкового вооружения. Японцы потеряли 139 человек убитыми, 141 ранеными, захвачено 139 пленных, захвачены были 3 батареи противника, уничтожено 10 орудий и 27 танков (по советским данным — до 40 танков).

### Боевые действия 19 августа
Наступление десантных частей продолжалось с большими трудностями, но уже без такой степени ожесточённости, как накануне. Советские войска перешли к тактике последовательного подавления огневых точек противника массированным артиллерийским огнём. Потери войск резко снизились, но и темпы наступления — тоже. Около 9-00 часов командующий японскими войсками на Курильских островах прислал к командиру советского десанта генерал-майору П. И. Дьякову парламентёра с предложением начать переговоры о капитуляции. Боевые действия были приостановлены, но обе стороны спешно продолжали переброску новых сил на Шумшу. Около 17-00 командир японской 73 пехотной бригады генерал-майор С. Ивао прибыл на переговоры к командующему войсками КОР генерал-майору А. Гнечко. Сразу проявилась тенденция к затягиванию переговоров японской стороной.
В этот день японский самолёт (иногда указывается — лётчик-камикадзе) в районе Шумшу потопил катер-тральщик КТ-152.

### Боевые действия 20 августа
Отряд советских кораблей направился в военно-морскую базу Катаока на Шумшу, чтобы принять капитуляцию японского гарнизона, но подвергся артиллерийскому обстрелу с островов Шумшу и Парамушир. Получил 2 прямых попадания 75-мм снарядами минный заградитель «Охотск» (убито 3 и ранено 12 человек), осколками повреждено рулевое управление на сторожевом корабле «Киров» (ранено 2 члена экипажа). Корабли открыли ответный огонь и отошли в море. Командующий операцией в ответ приказал возобновить наступление на Шумшу и нанести бомбовые удары по Шумшу и Парамуширу (было произведено несколько налётов группами от 12 до 17 бомбардировщиков, всего — 61 самолёто-вылет). После массированной артподготовки десант продвинулся на 5-6 километров, после чего спешно прибыла новая японская делегация с согласием на капитуляцию.

### Боевые действия 21 — 22 августа
Японское командование всячески затягивало переговоры и капитуляцию гарнизона на Шумшу. Ставка Верховного Главнокомандования приказала перебросить на Шумшу с Камчатки 2 стрелковых полка, к утру 23 августа занять Шумшу и начать высадку на Парамушире. Один советский самолёт произвёл демонстративную бомбардировку японских батарей на острове.

### Капитуляция японских войск и занятие северных Курильских островов

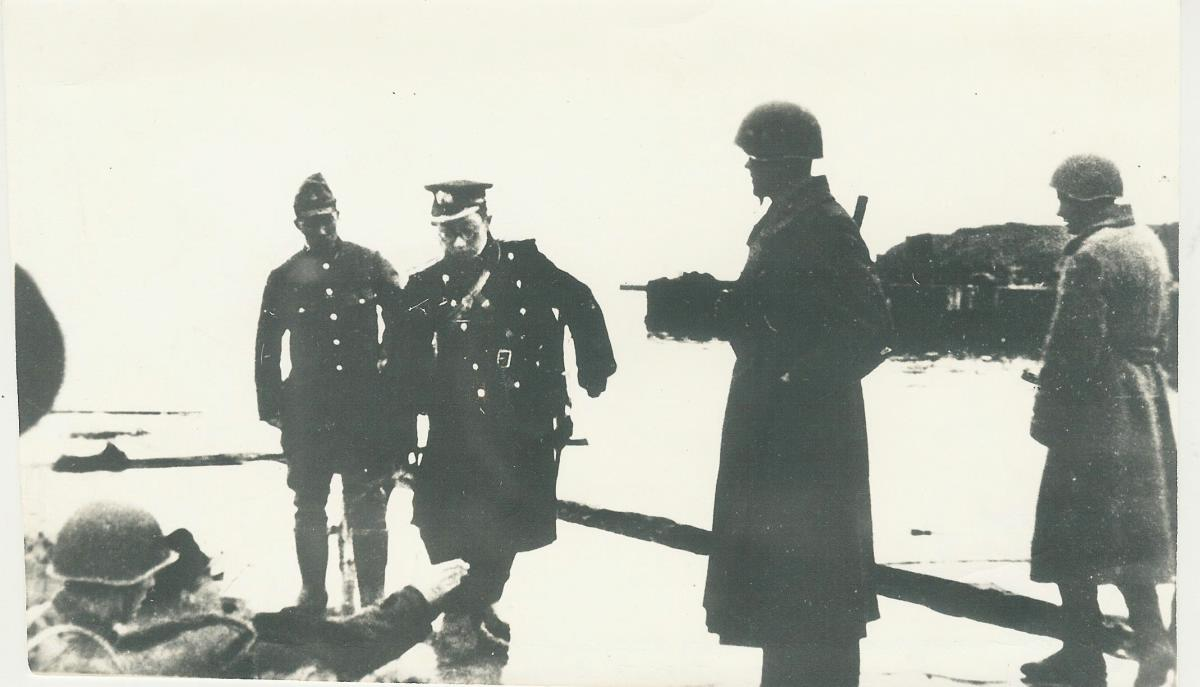
Генерал-лейтенант Цуцуми Фусаки, прибыл для переговоров о капитуляции

Однако нового применения силы более не потребовалось. В 14-00 22 августа командующий японскими войсками на северных Курильских островах генерал-лейтенант Фусаки Цуцуми принял условия капитуляции, отдал приказ об отводе войск в сборные пункты для сдачи в плен и сдался сам. Всего на Шумшу пленено (с учётом захваченных пленных в ходе боя) 2 генерала, 525 офицеров, 11700 солдат. Взято военное имущество — 40 пушек, 17 гаубиц, 9 зенитных орудий, 214 лёгких пулемётов, 123 тяжёлых пулемёта, 30 зенитных пулемётов, 7420 винтовок, несколько уцелевших танков, 7 самолётов.
Также 23 августа без сопротивления сдался мощный гарнизон острова Парамушир: около 8000 человек (74-я пехотная бригада 91-й пехотной дивизии, 18-й и 19-й мортирные дивизионы, рота 11-го танкового полка), до 50 орудий и 17 танков во главе с командиром 74-й пехотной бригады генерал-майором Ивао Сугино.
Сражение за Шумшу явилось единственной операцией советско-японской войны, в которой советская сторона понесла больше потерь убитыми и ранеными, чем противник: общие потери советских войск составили 1567 человек. По первоначальным сведениям штаба КОР в это число вошли 516 убитых, 329 пропавших без вести, 6 погибших от травм и несчастных случаев, 716 раненых. По более поздним исследованиям, когда были уточнены данные о потерях и прежде всего — о пропавших без вести, оказалось, что общее число потерь является таким же — 1567 человек, но в их число входят 416 убитых, 123 пропавших без вести (в основном утонувшие при высадке), 1028 раненых. В том числе потери Тихоокеанского флота составили 290 убитыми и пропавшими без вести, 384 — ранеными (в том числе экипажи кораблей — 134 убитыми и пропавшими без вести, 213 ранеными, батальон морской пехоты в бою за Шумшу — 156 убитыми и пропавшими без вести, 171 ранеными).
Потери советской авиации составили 6 самолётов (в том числе 3 — небоевые потери).
Японцы потеряли убитыми и ранеными 1018 человек. По показаниям старшего врача японской 91-й пехотной дивизии (которому подчинялись все японские госпитали на Шумшу и Парамушире, действовавшие ещё длительное время после завершения боевых действий), в это число входили 234 убитых, 239 пропавших без вести, 545 раненых. По более поздним исследованиям общее число японских потерь не изменилось, но после уточнения категорий потерь количество убитых возросло до 369 солдат и офицеров.
С 24 августа Тихоокеанский флот приступил к занятию остальных Курильских островов. Острова от Парамушира до Онекотана включительно занимались кораблями Камчатской военно-морской базы и Камчатского оборонительного района, участвовавшими в сражении за Шумшу. Перевозки производились в крайне неблагоприятных метеорологических условиях — при штормовой погоде и частых туманах. 24 августа на Парамушире были высажены 198-й стрелковый полк и 7-й отдельный батальон. 25 августа перед высаженными советскими войсками капитулировали без боя гарнизоны островов Анциферова (яп. Сиринки-то), Маканруши (яп. Маканруси-то) и Онекотан. 25 августа принята капитуляция гарнизона острова Матуа (яп. Мацува) (3 795 человек, 60 орудий, 124 пулемёта, 25 зенитных пулемётов). 30 августа принята капитуляция гарнизона острова Уруп во главе с командиром 129 отдельной пехотной бригады генерал-майором Сусуми Нихо (5600 солдат и офицеров). Некоторые гарнизоны (например, с острова Симушир) успели вывезти в Японию.
Всего на северных островах Курильской гряды было разоружено и пленено 30 442 японца, в том числе четыре генерала и 1 280 офицеров. Кроме того, на этих островах оказалось 2 212 человек мирного населения, которых затем по условиям капитуляции репатриировали на Хоккайдо. В качестве трофеев взято 19 114 винтовок, 825 пулемётов (лёгких, станковых, крупнокалиберных, зенитных), 248 орудий (в том числе 32 зенитных), 180 миномётов, 6 неисправных самолётов, 70 танков (здесь учтены и уничтоженные в бою на Шумшу), 119 грузовых автомобилей и 9 тракторов-тягачей, 6 прожекторных станций, 44 разных склада, большое количество другого военного имущества, а также 8 катеров, 4 парома, 2 транспорта, 12 самоходных барж.
По мнению ряда отечественных исследователей, советское командование оказалось первоначально не готовым к ожесточенному сражению за Шумшу ввиду заявлений верховного японского командования о готовности к капитуляции.

## Занятие южных Курильских островов
22 августа 1945 года Главнокомандующий Советскими войсками на Дальнем Востоке Маршал Советского Союза А. М. Василевский приказал командованию Тихоокеанского флота силами Северной Тихоокеанской флотилии (командующий вице-адмирал В. А. Андреев) совместно с командованием 2-го Дальневосточного фронта занять южные Курильские острова. Для этой операции были выделены 355-я стрелковая дивизия (командир полковник С. Г. Аббакумов) из 87-го стрелкового корпуса 16-й армии, 113-я стрелковая бригада и артиллерийский полк. Основные пункты высадки — Итуруп и Кунашир, затем — острова Малой Курильской гряды. Отряды кораблей с десантом должны были выходить из порта Отомари (ныне Корсаков) на Сахалине. Командиром десантной операции по занятию южных Курильских островов был назначен капитан 1-го ранга И. С. Леонов.
Первым был занят остров Уруп (яп. Уруппу). К нему вышел из Отомари 27 августа отряд кораблей в 2 тральщика с 2 стрелковыми ротами на борту (в целом 344 человека). После перехода в неблагоприятных погодных условиях 28 августа отряд прибыл к острову и принял капитуляцию главных сил японской 129-й пехотной бригады во главе с её командиром генерал-майором Нихо Сусуми.
Также 28 августа 2 тральщика с десантом (1079 человек) подошли к острову Итуруп (яп. Эторфу). Там капитулировали основные силы 89-й пехотной дивизии (13 500 солдат и офицеров) во главе с её командиром генерал-лейтенантом Кэнносукэ Огавой (в некоторых источниках Кейто Угава). Любопытно, что утром того же дня был выслан воздушный десант в количестве 34 морских пехотинцев на двух самолётах типа «Каталина» с задачей захватить аэродром на Итурупе. Однако из-за плохой погоды самолёты приводнились в удалённых районах острова, десантники задачу не выполнили, заблудились и встретились с морским десантом только 1 сентября.
1 сентября несколько отрядов кораблей с десантом прибыли на остров Кунашир (яп. Кунасири): сначала 1 тральщик с стрелковой ротой на борту (147 человек), затем 2 десантных судна и 1 сторожевой корабль с 402 десантниками и 2 орудиями на борту, 2 транспорта, 2 тральщика и сторожевой корабль с 2479 десантниками и 27 орудиями, 3 транспорта и тральщик с 1300 бойцами и 14 орудиями. Японский гарнизон в 1250 человек капитулировал. Столь большие силы были выделены на Кунашир, так как там планировалось создание военно-морской базы и с него должны были действовать десанты по занятию соседних островов.
Также 1 сентября был занят остров Шикотан (яп. Сикотан). Минный заградитель «Гижига» и два тральщика доставили стрелковый батальон (830 человек, два орудия). Японский гарнизон — 4-я пехотная бригада и полевой артиллерийский дивизион, численностью 4800 солдат и офицеров под командованием генерал-майора Садасити Дои (в некоторых источниках Дзио Дой) капитулировал.
Уже в начале сентября советскими моряками были заняты морскими десантами остальные острова Малой Курильской гряды (яп. Хабомаи): 2 сентября — гарнизон острова Акиюри (ныне о. Анучина) (10 солдат), 3 сентября — гарнизоны островов Юри (ныне о. Юрий) (41 солдат, 1 офицер), Сибоцу (ныне о. Зелёный) (420 солдат и офицеров) и Тараку (ныне о. Полонского) (92 солдата и офицера), 4 сентября — гарнизон островов Тодо, ныне о-ва Осколки (субархипелаг Лисьи) (свыше 100 человек).
Всего на южных Курилах перед советскими войсками капитулировали около 20 000 японских солдат и офицеров. Боевых действий при этом не было. Имели место несколько мелких инцидентов с нарушениями условий капитуляции (эвакуация японских войск в Японию, бегство мирного японского населения на морских судах, уничтожение японцами своего вооружения и иного имущества). После боёв на Шумшу Тихоокеанский флот не понёс боевых потерь в районе Курильских островов.

## Итог операции
Всего на Курильских островах было разоружено и пленено 50 442 японских солдат и офицеров, в их числе 4 генерала (ещё около 10000 человек японское командование успело эвакуировать в Японию), захвачено свыше 300 орудий и миномётов, около 1000 пулемётов, 217 автомашин и тягачей.
Изначально запланированная высадка на Хоккайдо была отменена по личному указанию И. В. Сталина.

## Награды
Из числа участников высадки на Шумшу награждены орденами и медалями более 3000 человек. Девять человек удостоены звания Героев Советского Союза: командующий Камчатским оборонительным районом генерал-майор Гнечко Алексей Романович, командир Петропавловской военно-морской базы капитан 1 ранга Пономарёв Дмитрий Георгиевич, начальник штаба 302-го стрелкового полка майор Шутов Пётр Иванович, командир батальона морской пехоты майор Почтарёв Тимофей Алексеевич, старший инструктор политотдела 101-й стрелковой дивизии — замполит передового отряда десанта старший лейтенант Кот Василий Андреевич, командир стрелковой роты старший лейтенант Савушкин Степан Аверьянович (посмертно), боцман плавбазы «Север» старшина 1-й статьи Вилков Николай Александрович (посмертно), старшина-механик десантной баржи старшина 1-й статьи Сигов Василий Иванович, рулевой катера МО-253 краснофлотец Ильичёв Пётр Иванович (посмертно).
Были удостоены наград и ряд воинских частей. Так, были награждены орденами 101-я стрелковая дивизия, 138-й стрелковый полк, 373-й стрелковый полк, 302-й стрелковый полк, 279-й и 428-й артиллерийские полки, 888-й истребительный авиаполк, 903-й бомбардировочный авиаполк, сторожевые корабли «Дзержинский» и «Киров». Минный заградитель «Охотск» получил гвардейское звание.
В память о советских воинах, погибших в ходе операции, в городах Петропавловск-Камчатский и Южно-Сахалинск воздвигнуты памятники.

## Нумизматика

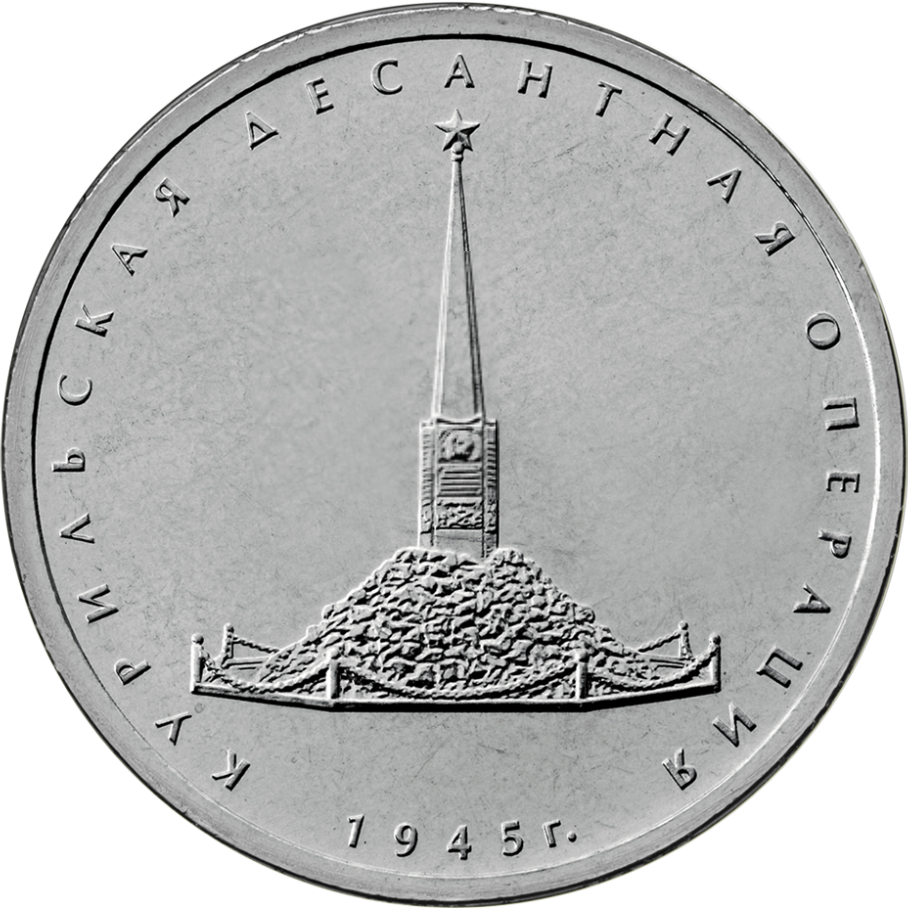
Оборотная сторона памятной монеты Банка России, посвящённой 75-летию Курильской десантной операции.

12 августа 2020 года Банк России выпустил в обращение памятную монету из недрагоценного металла номиналом 5 рублей «Памятная монета, посвящённая Курильской десантной операции».

## Изображения

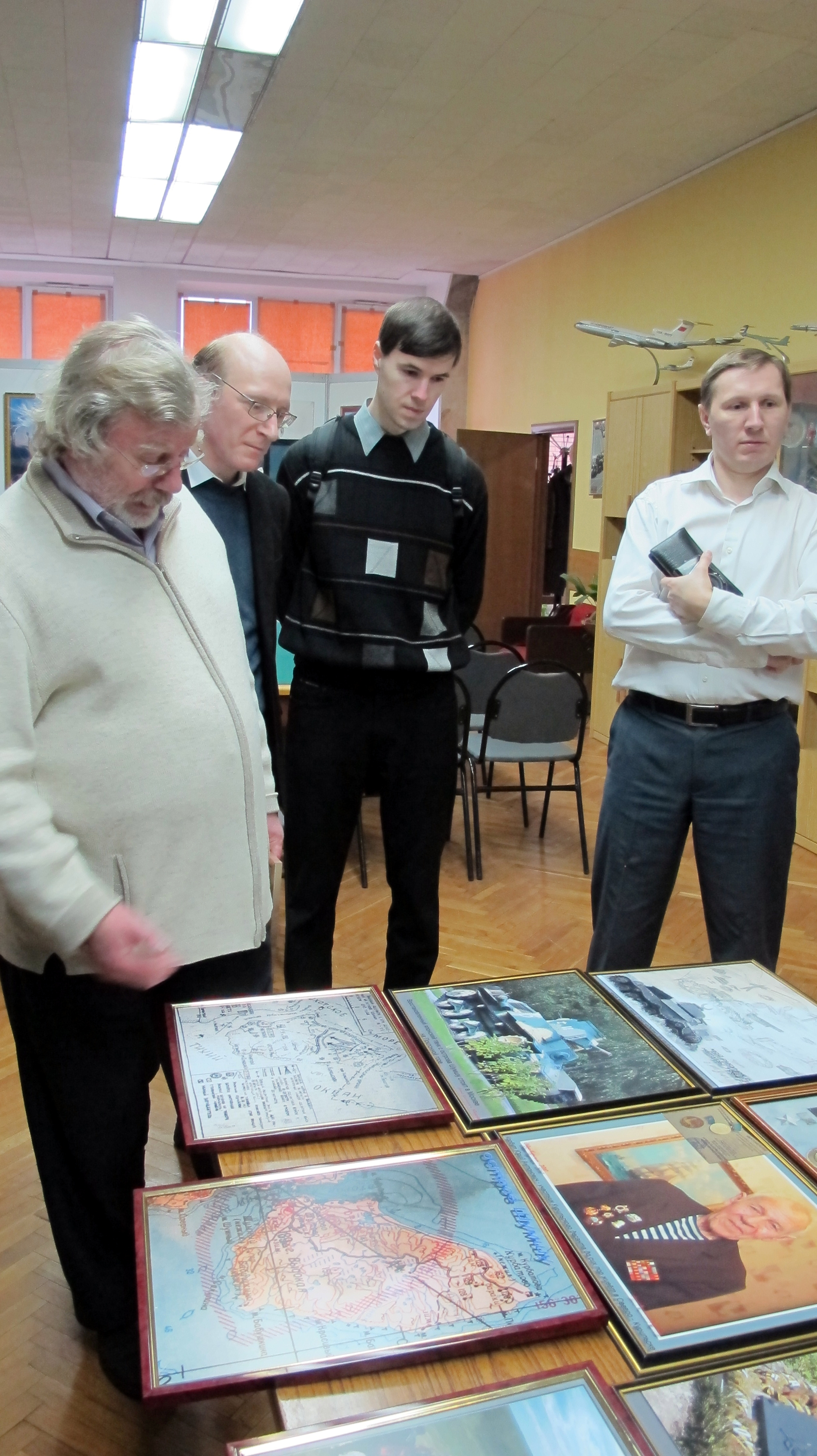
Карта наступления, фото японского танка, привезённого в Москву из Шумшу, фото участника десанта
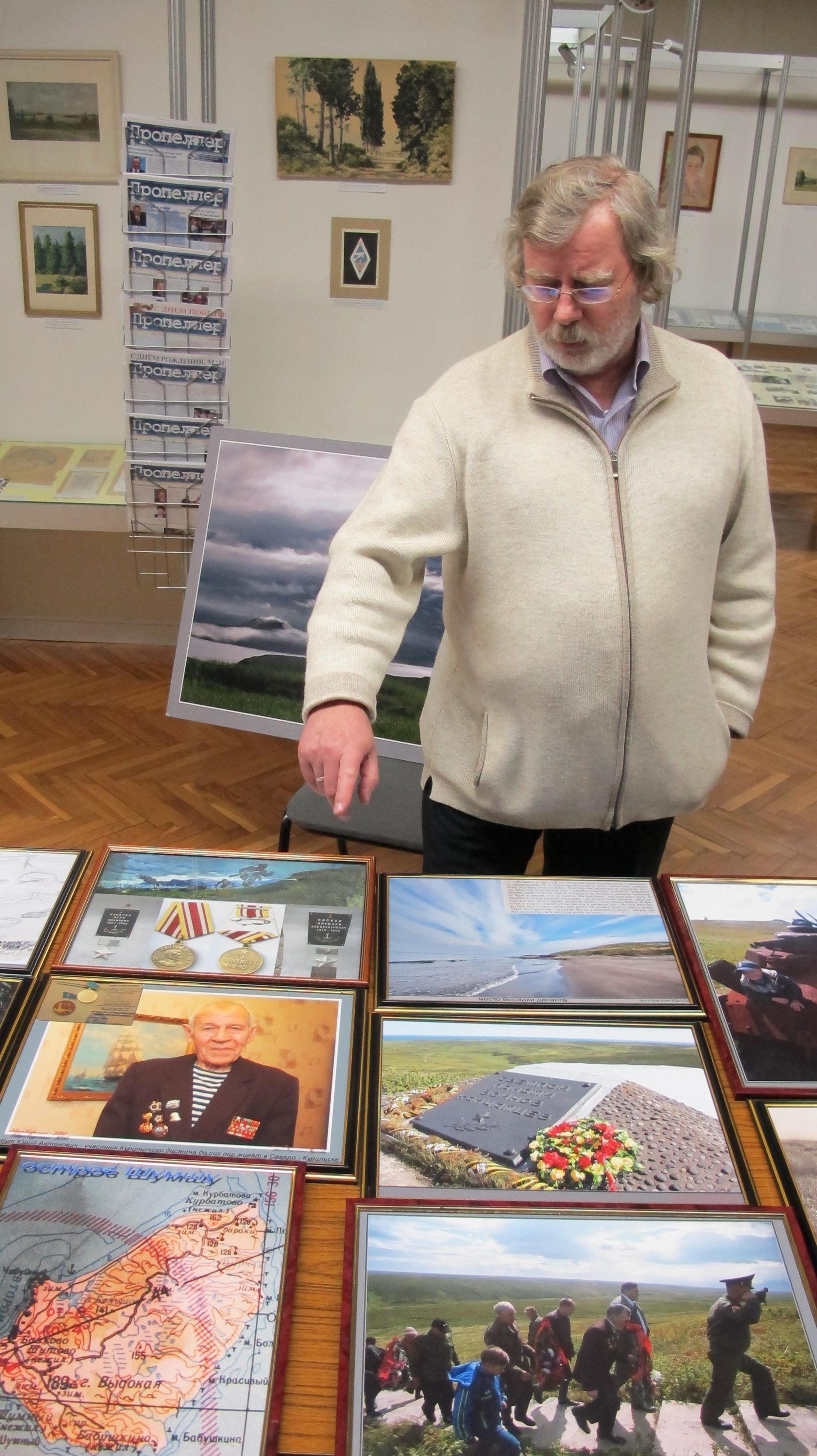
Памятная доска
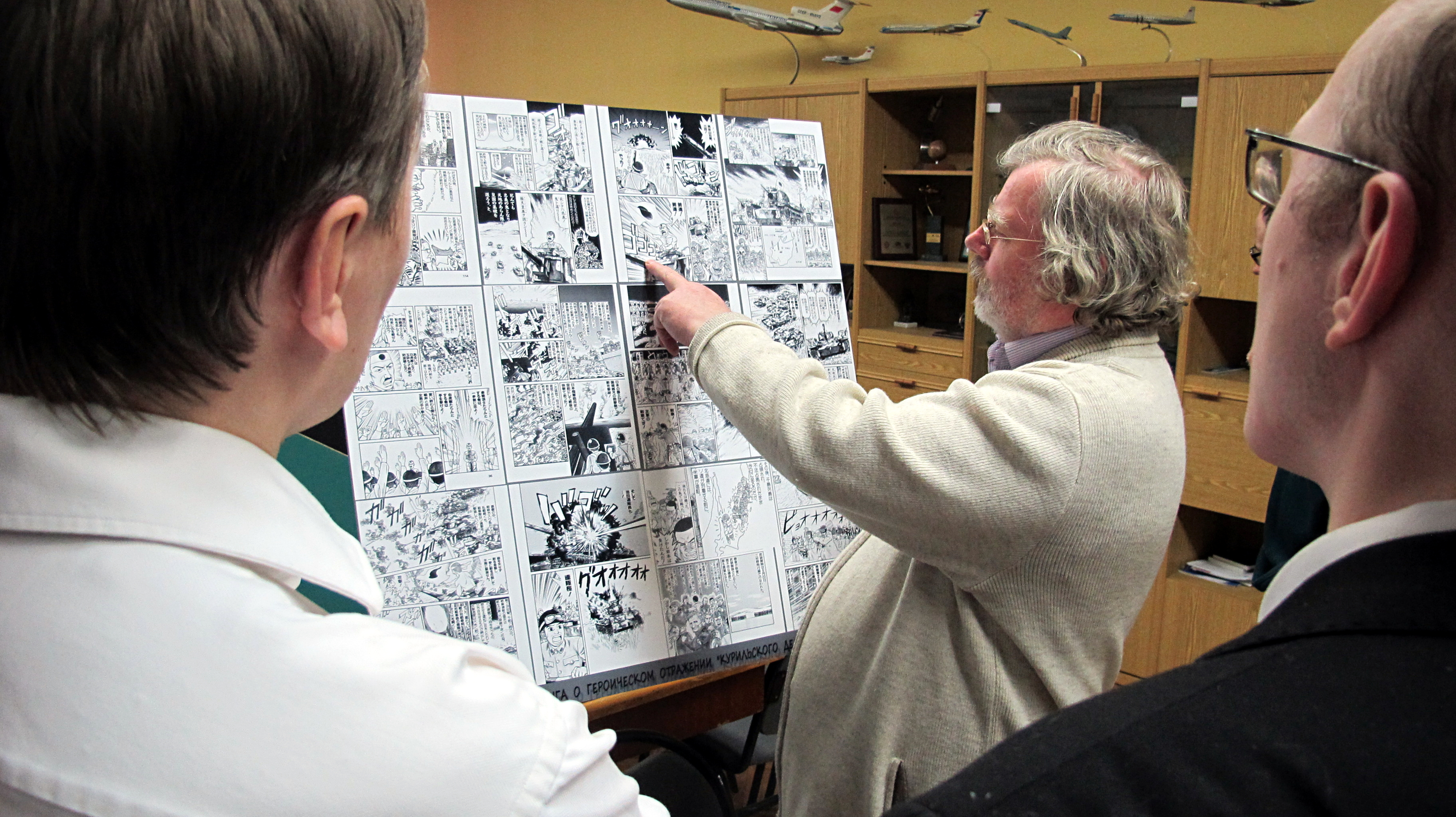
Манга о курильском десанте

## В искусстве

### В советско-российском
- Грачёв А.М. «Падение Тисима-Ретто» (приключенческая повесть об освобождении Курильских островов, 1956)[36].

### В японском
- Остров Джованни (аниме, 2014)

## См.также
- Проект «Хула»

## Документы
- Курильская десантная операция войск КОР 16-31.8.45. Краткий оперативно-тактический очерк / ОБД «Память народа»
- Описание Курильской десантной операции. Штаб Дальневосточного военного округа. Южно-Сахалинск, 1947 г. / ОБД «Память народа»
- Описание боевой операции по овладению Курильскими островами. Подготовлено штабом Дальневосточного военного округа. 1946. // ОБД «Память народа».
- Отчёт штаба отряда кораблей Совгаванской ВМБ по оккупации южной группы Курильских островов. // ОБД «Память народа».
- Отчет по проведенной десантной операции ПВБМ ТОФ по захвату острова Шимушу Курильской гряды. Подготовлен штабом Камчатского оборонительного района. 1945. // ОБД «Память народа».